# Brucerolis cidaris
Brucerolis cidaris is een pissebed uit de familie Serolidae. De wetenschappelijke naam van de soort is voor het eerst geldig gepubliceerd in 1997 door Poore & Brandt.